# Cratere Altana
Altana  è un cratere sulla superficie di Venere.